# Росінка
Росінка (словац. Rosinka) — річка в Словаччині; права притока Вагу. Протікає в окрузі Жиліна.
Довжина — 12 км. Витікає в масиві Мала Фатра (частина Лучанська Фатра) на висоті 940 метрів (на схилі гори Мінчол).
Протікає територією сіл Вішньове; Росіна і міста Жиліна. Приймає води Трновки і Малої Води. Впадає у Ваг на висоті 340 метрів.